# Љубовиђа
Љубовиђа је најдужа и водом најбогатија река Азбуковице. Дуга је 34 km. Извире јужно од највишег врха Јабланика и улива се у Дрину код Љубовије на висини од 116 метара. Апсолутни пад јој је 1180 метара. Просечно сваке секунде у Дрину унесе 2,09 кубних метара воде. Љубовиђа после 10 km прима притоку Завјешницу која извире испод Медведникa. Низводно је Љубовиђа усекла своју врло лепу клисуру. Оровичка река је њена најдужа лева притока, која извире на југозападним падинама Бобије и после 9 km кроз клисурасту долину улива се у Љубовиђу на надморској висини од 244 метра. На реци Љубовиђи се налази Латинска ћуприја. Изграђена је као мост на караванском путу до Ваљева и Београда.